# Osvětimany
Osvětimany är en köping i Tjeckien.   Den ligger i distriktet Okres Uherské Hradiště och regionen Zlín, i den östra delen av landet, 240 km sydost om huvudstaden Prag. Osvětimany ligger 265 meter över havet och antalet invånare är 863.
Terrängen runt Osvětimany är kuperad åt nordost, men åt sydväst är den platt. Terrängen runt Osvětimany sluttar söderut. Runt Osvětimany är det ganska tätbefolkat, med 80 invånare per kvadratkilometer. Närmaste större samhälle är Uherské Hradiště, 15,4 km öster om Osvětimany. I omgivningarna runt Osvětimany växer i huvudsak blandskog.